# In vivo
In vivo (v živem) je latinski izraz, ki se zlasti v naravoslovnem izrazoslovju uporablja za procese, ki potekajo v živem organizmu. V nasprotju z in vivo, se izraz in vitro uporablja za procese, ki potekajo v umetnem okolju izven živega bitja (na primer v epruveti). 
Sodobna tehnologija omogoča simulacijo določenih procesov s pomočjo računalnika - tedaj govorimo o procesih in silico.
In vivo opazovanja procesov se poslužujejo pogosto znanstveniki, ki proučujejo delovanje substanc na organizem, na primer v kliničnih študijah preskušanja zdravil, pri poskusih na živalih ...